# Черняєве (Амурська область)
Черняєво (рос. Черняево) — село у Магдагачинському районі Амурської області Російської Федерації. Розташоване на території українського історичного та етнічного краю Зелений Клин.
Входить до складу муніципального утворення Черняєвська сільрада. Населення становить 860 осіб (2018).

## Клімат
Село знаходиться у зоні, котра характеризується континентальним субарктичним кліматом. Найтепліший місяць — липень із середньою температурою 19.8 °C (67.7 °F). Найхолодніший місяць — січень, із середньою температурою -26.9 °С (-16.5 °F).
| Клімат Черняєва         | Клімат Черняєва | Клімат Черняєва | Клімат Черняєва | Клімат Черняєва | Клімат Черняєва | Клімат Черняєва | Клімат Черняєва | Клімат Черняєва | Клімат Черняєва | Клімат Черняєва | Клімат Черняєва | Клімат Черняєва | Клімат Черняєва |
| Показник                | Січ.            | Лют.            | Бер.            | Квіт.           | Трав.           | Черв.           | Лип.            | Серп.           | Вер.            | Жовт.           | Лист.           | Груд.           | Рік             |
| Середня температура, °C | −27             | −22             | −11,8           | 1               | 9,9             | 17              | 19,8            | 17,1            | 9,6             | −0,7            | −16,1           | −25,5           | −2,4            |
| Норма опадів, мм        | 5.8             | 4.4             | 8.1             | 24.4            | 47.6            | 69.3            | 115.3           | 96.4            | 57.9            | 22.6            | 13.5            | 8.7             | 474             |
| ----------------------- | --------------- | --------------- | --------------- | --------------- | --------------- | --------------- | --------------- | --------------- | --------------- | --------------- | --------------- | --------------- | --------------- |
| Джерело: Weatherbase    |                 |                 |                 |                 |                 |                 |                 |                 |                 |                 |                 |                 |                 |

## Історія
З 20 жовтня 1932 року входить до складу новоутвореної Амурської області.
З 1 січня 2006 року органом місцевого самоврядкування є Черняєвська сільрада.

## Населення
| 2002 | 2010 | 2012 | 2013 | 2014 | 2015 | 2016 |
| ---- | ---- | ---- | ---- | ---- | ---- | ---- |
| 1465 | ↘969 | ↘901 | ↘867 | ↘846 | ↘816 | ↗838 |
| 2017 | 2018 |      |      |      |      |      |
| ↗855 | ↗860 |      |      |      |      |      |